# Zlatar-Bistrica
Zlatar-Bistrica – wieś w Chorwacji, w żupanii krapińsko-zagorskiej, w gminie Zlatar-Bistrica. W 2011 roku liczyła 1532 mieszkańców.